# 永幡洋
永幡 洋（ながはた ひろし、1946年9月5日 - ）は、日本の男性俳優、声優。兵庫県出身。

## 来歴
桐朋学園芸術短期大学芸術科演劇専攻を卒業後、1971年4月1日から劇団青年座に所属。

## 人物
趣味・特技はギャンブル全般（しいて言えば競馬）。
資格は普通自動車免許。

## 出演

### テレビドラマ
- 刑事物語'85（1985年）
- 朝比奈周平ミステリー（1992年）
- わが町V（1992年）
- 腕におぼえあり2（1992年、NHK） - 藤右衛門 役
- 火曜サスペンス劇場転勤判事4 旧盆殺人事件（1998年、日本テレビ）
- はぐれ刑事純情派（ANB / 東映）
  - 第12シリーズ 第10話「カラスが告発した真犯人!? 近所迷惑な女」（1999年）
  - はぐれ刑事純情派（2002年）
- 大河ドラマ
  - 徳川慶喜（1998年） - 商家の主人
  - 葵 徳川三代（2000年） - 酒井忠利 役
- 永遠の仔（2000年）
- 伝説の教師（2000年）
- 旅行作家・茶屋次郎（2001年）
- 探偵 左文字進 殺人ツアーにようこそ（2001年）
- 北アルプス山岳救助隊・紫門一鬼 北アルプス殺人ケルン（2002年） - 鍋島刑事 役
- 取調室（2002年）
- 世直し公務員ザ・公証人（2002年）
- 感染爆発〜パンデミック・フルー（2008年） - 幹部
- 陽炎の辻〜居眠り磐音 江戸双紙〜3（2009年） - 井筒洸之進 役
- 花嫁のれん（2010年） - 木島
- ハンチョウ〜神南署安積班〜シリーズ4（2011年） - 向井靖男 役

### テレビ番組
- マジカル頭脳パワー!! / マジカルミステリー劇場 「勇み足」（1992年、NTV）

### 映画
- まあだだよ（1993年）
- 溺れる魚（2001年）

### テレビアニメ
- 名探偵コナン（1996年、マスター）

### OVA
- 銀河英雄伝説（1994年、グスマン）

### 吹き替え
- 私はケイトリン

### 特撮
- 仮面ライダーアギト（2001年） - 医者
- ウルトラマンコスモス（2002年） - 村人
- 爆竜戦隊アバレンジャー（2003年）

### 舞台
- アイ・アム・アリス
- 永遠の青空
- 審判
- 殺陣師段平（倉橋仙太郎）
- ばるぼら
- 評決（加藤（陪審員）呉服問屋）
- ハロルドとモード
- 浮標
- ブンナよ、木からおりてこい
- 夢・桃中軒牛右衛門の（北村高等刑事）
- 四谷怪談
- 逆境ナイン（全力学園校長）